# Chvorostjanka
Chvorostjanka (in russo Хворостянка?) è un villaggio dell'oblast' di Samara in Russia; è il centro amministrativo del distretto Chvorostjanskij.
Si trova sul fiume Čagra, 138 km a sud-ovest di Samara.